# Rice-Eccles Stadium
Das Rice-Eccles Stadium ist ein College-Football-Stadion in der US-amerikanischen Stadt Salt Lake City, Hauptstadt des Bundesstaates Utah. Es befindet sich auf dem Campus der University of Utah und dient hauptsächlich als Spielstätte des NCAA-College-Football-Teams der Utah Utes (Pacific-12 Conference). Benannt ist es einerseits nach Robert L. Rice (ein Pionier der Wellnessbranche und Philanthrop), anderseits nach George S. Eccles (unternehmer und Philantrop), die  mit Spenden den Ausbau des Stadions ermöglichten.

## Geschichte
Das Stadion wurde ursprünglich 1927 für 133.000 US-Dollar als Ute Stadium errichtet. Das erste College-Football-Spiel fand am Tag der Eröffnung am 1. Oktober 1927 zwischen den Utes und den Colorado Mines (40:6) statt. 1972 wurde die Anlage ausgebaut. 1995 erhielt Salt Lake City den Zuschlag für die Olympischen Winterspiele 2002 als auch der Winter-Paralympics 2002. Das alte Stadion aus Holz, Beton und Erdboden mit seinen fast fünfzig Jahren war für die Großveranstaltungen ungeeignet. Im November 1997 begann der Bau des neuen 50 Mio. US-Dollar teuren Stadions und am 12. September 1998 konnte die Eröffnung der Anlage gefeiert werden. Es wurden 2002 die Eröffnungs- und Abschlussfeier der Winterspiele wie auch der Winter-Paralympics abgehalten. Während dieser Zeit trug es den Namen "Rice-Eccles Olympic Stadium".
Von 2005 bis 2008 war hier auch das Fußball-Franchise Real Salt Lake aus der Major League Soccer (MLS) beheimatet, bevor man in das Rio Tinto Stadium nach Sandy umzog. 2007 fand die Eröffnungsfeier der Winter-Deaflympics im Rice-Eccles Stadium statt. Die ersten Nitro World Games wurden am 16. Juli 2016 im Rice-Eccles Stadium ausgetragen.
Am 12. August 2021 wurde die umgebaute Endzone im Süden wiederöffnet. Sie wurde von 45.807 auf 51.444 Plätze erweitert und mit Logen ausgestattet. Mit dem Neubau wurde der Tribünenring komplettiert. Die Kosten lagen bei 80 Mio. US-Dollar. Die Familie von Ken Garff spendete 21,5 Mio. US-Dollar. Die größte Spende in der Geschichte der Sportabteilung der Universität. Die Endzone trägt den Namen Ken Garff Performance Zone at Rice-Eccles Stadium.
Gelegentlich finden auch Konzerte im Stadion statt.

## Galerie

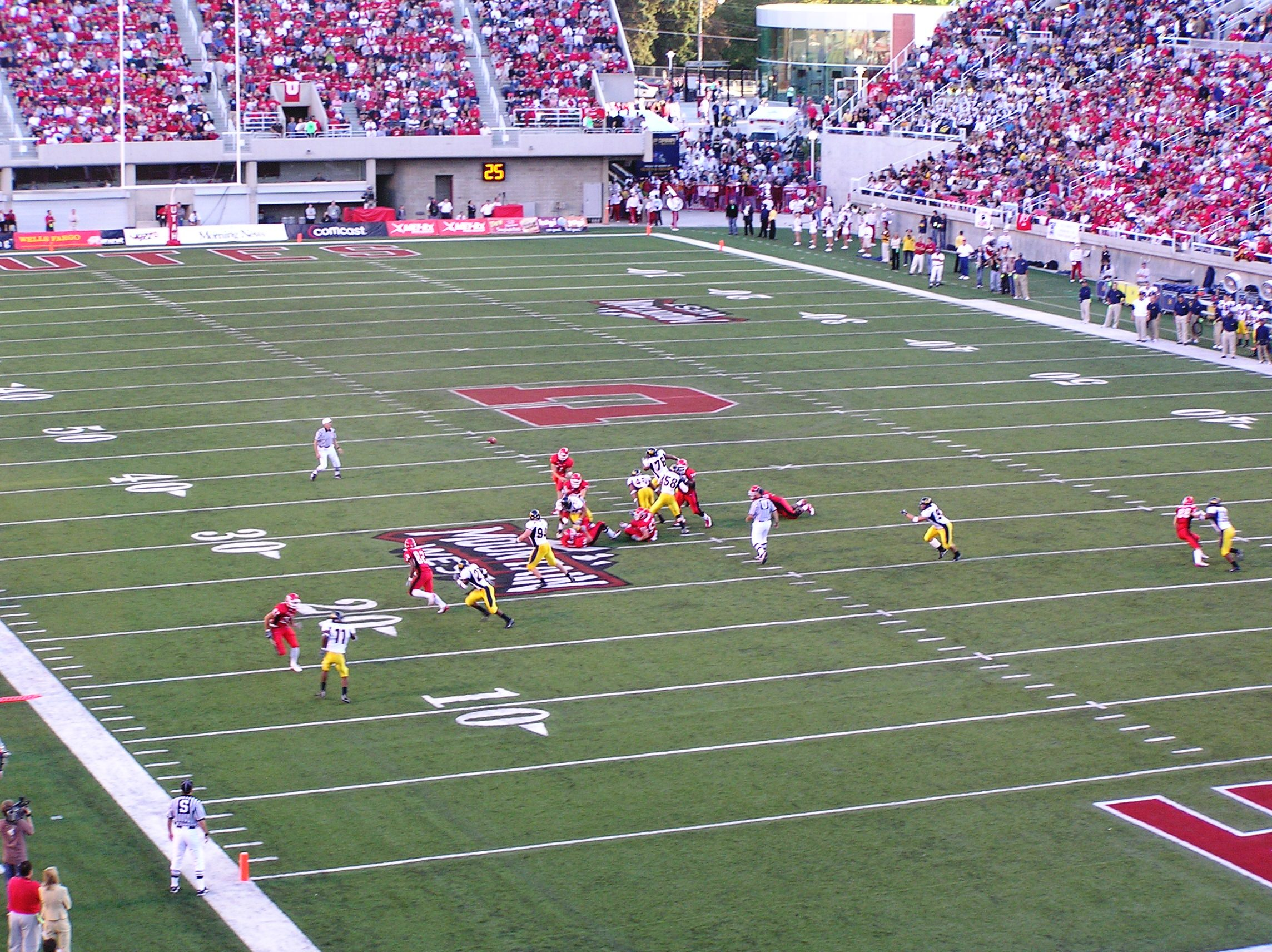
Spiel der Utah Utes gegen die San Diego State Aztecs
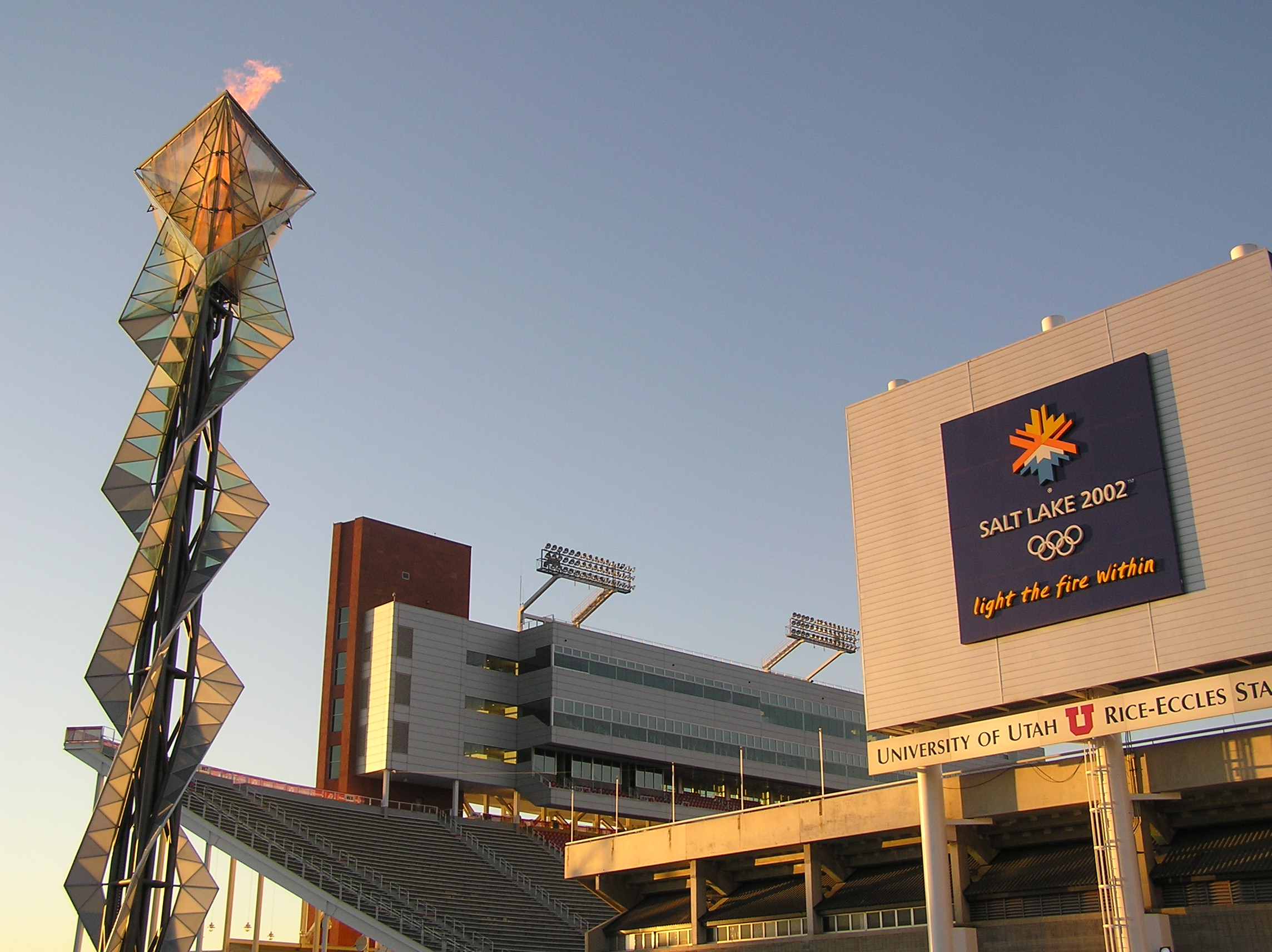
Die olympische Fackel an der südlichen Stadionseite
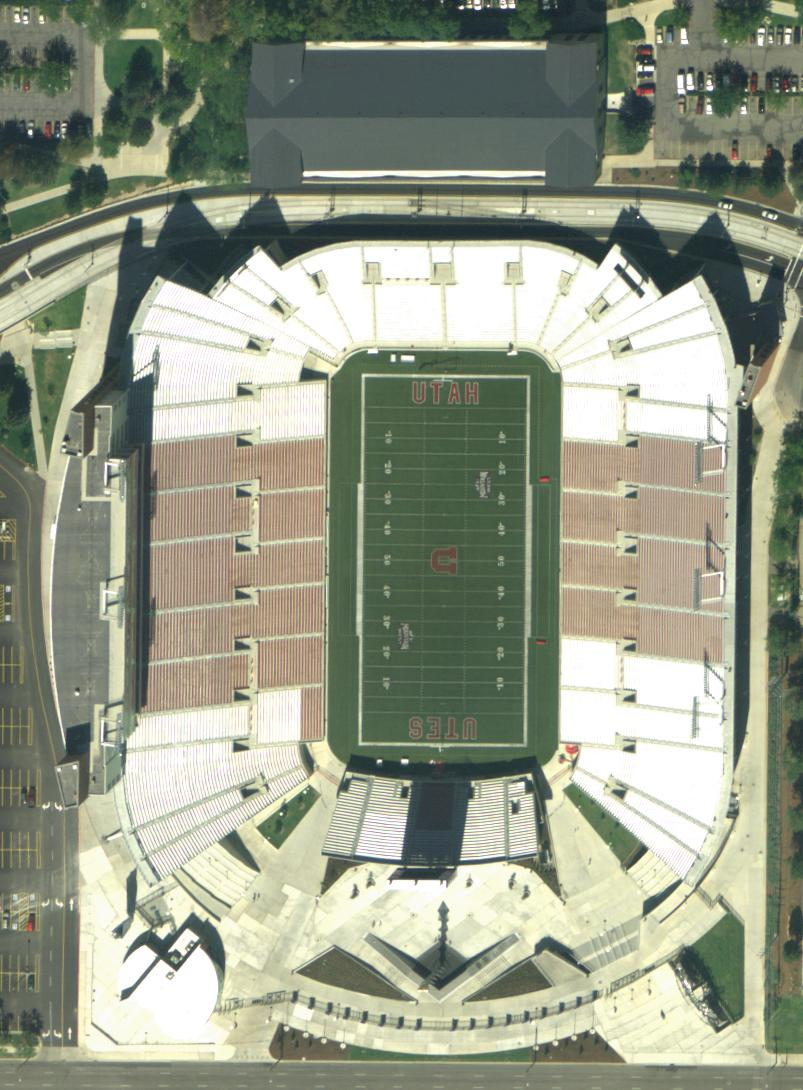
Satellitenbild des Stadions